# Fausto 5.0
Pour plus de détails, voir Fiche technique et Distribution.
Fausto 5.0 est un film espagnol réalisé par Àlex Ollé, Isidro Ortiz et Carlus Padrissa, sorti en 2001.

## Synopsis
Le docteur Fausto rencontre un ancien patient, Santos Vella, qui lui promet de réaliser tous ses vœux.

## Fiche technique
- Titre : Fausto 5.0
- Réalisation : Àlex Ollé, Isidro Ortiz et Carlus Padrissa
- Scénario : Fernando León de Aranoa
- Musique : Toni M. Mir et Josep Sanou
- Photographie : Pedro del Rey
- Montage : Manel G. Frasquiel
- Production : Eduardo Campoy et Ramón Vidal
- Société de production : Creativos Asociados de Radio y Televisión, Fausto Producciones Cinematográficas et Televisió de Catalunya
- Pays :  Espagne
- Genre : Drame, fantastique et horreur
- Durée : 93 minutes
- Dates de sortie : 
  - Espagne : 19 octobre 2001
  - France : 28 août 2002

## Distribution
- Miguel Ángel Solá : Fausto
- Eduard Fernández : Santos
- Najwa Nimri : Julia
- Rakel González-Huedo : Margarita
- Juan Fernández : Quiroga
- Irene Montalà : Marta
- Carme Contreras : Anciana
- Pep Molina : Bielsa

## Distinctions
Le film a remporté le Prix Goya du meilleur acteur pour Eduard Fernández.